# 13-я Русенская повстанческая оперативная зона
12-я Врацкая повстанческая оперативная зона (болг. Дванадесета Врачанска въстаническа оперативна зона) — территориальная и организационная единица в составе Народно-освободительной повстанческой армии Болгарии во время Второй мировой войны.

## История
Весной 1943 года Русенский окружной комитет БРП (к) приступил к усиленной подготовке к вооруженным действиям. Эта подготовка совпадала с перегруппировкой сил НОПА и разделением территории Болгарии на повстанческие оперативные зоны (болг. въстанически оперативни зони — ВОЗ), образование которых началось в марте—апреле 1943 года. Согласно большинству публикаций на тему Болгарского Сопротивления, страна была разделена именно на 12 повстанческих оперативных зон, однако Борис Стайнов писал, что на самом деле зон было 13 и что боевые действия в Русенской области имели особый характер.
Формальным командиром повстанческой зоны был Никола Попов, помощником командира — Кирил Косев. Попов был назначен представителем ЦК БРП (к) в письме от 18 июня 1943 года, в соответствии с которым именно на Попова возлагались обязанности по подготовке 13-й оперативной зоны. В отчёте по работе с русенской окружной партийной организацией, направленном в ЦК БРП (к), подтверждалось это назначение.
Особенностью Русенской и Силистренской областей было то, что партизанское движение там почти не было развито. Повстанческая оперативная зона как таковая не предполагала наличие конкретного партизанского отряда, но обеспечивала возможность участия мелких боевых групп в партизанской войне (уничтожение немецких коммуникаций и баз, подрыв железных дорог, перерезание линий связи, диверсии на предприятиях). В самой Русенской области были возможны только действия малых боевых групп. По некоторым данным, 13-я Русенская повстанческая оперативная зона была расформирована по распоряжению Вылко Червенкова после 9 сентября 1944 года.